# Jeet Kune Do
Jeet Kune Do, skraćeno JKD je hibridna borilačka vještina koju je osnovao i razvio poznati praktičar borilačkih vještina i glumac Bruce Lee s izostankom klasičnih formi, karakterističnih za tradicionalne borilačke vještine. Vještina se bazira na adaptiranju protivniku i na korištenju različitih tehnika za različite protivnike. Također, Jeet Kune Do se naziva i stilom bez stila. Sam naziv vještine Jeet Kune Do s kantonškog može se prevesti kao "način šake koja presreće" i nazvana je prema konceptu borbe tako da se presreće protivnikova kretnja ili udarac s vlastitim udarcem. Svejedno, Bruce Lee je često govorio kako je to samo ime, osobno je nazivao vještinu "umjetnošću izražavanja ljudskog tijela". Proučavajući druge borilačke vještine, Lee je došao do spoznaje da su iste često prekrute i nefleksibilne, te da je realistična borba puna nepredvidljivosti, spontana i neuobičajenih pokreta te da klasične borilačke vještine jednostavno nisu dorasle takvom načinu borbe. Također je govorio da dobar borac mora biti "kao voda" i da se mora kretati fluidno, bez razmišljanja.

### Baza Jeet Kune Doa
Baza Jeet Kune Doa dolazi uglavnom od tri borilačke vještine a to su Wing chun, boks i mačevanje.
Wing chun, koji je bio Leejeva glavna borilačka vještina kojom se bavio u Hong Kongu je u Jeet Kune Do donio tehnike kontrole centralne linije, udaranje okomito postavljenom šakom, tehnike vezanja i konstantnog pritiska na protivnika. Tijekom svojeg istraživanja borilačkih vještina Lee je ugradio i tehnike iz boksa kao što su krošei i aperkati te eskiviranje udaraca izmicanjem glave ili dijelova tijela. Od mačevanja je uglavnom preuzet rad nogu i kretanje tijekom borbe.

##### Ekonomija pokreta
Kod praktičara Jeet Kune Doa se traži jednostavnost, potpuni izostanak bilo kakvih nepotrebnih pokreta koji troše energiju, efikasnost i direktnost.

##### Stop udarci
"kad je razdaljina od protivnika velika, protivnik se treba pripremiti kako bi udario, stoga udari ga kada prilazi tebi", govorio je Bruce Lee. "Kada me želiš udariti, moraš doći meni kako bi me dohvatio, tada mi tvoja kretnja daje priliku da te napadnem." To znači presresti protivnikov napad vlastitim napadom umjesto blokirati ga te onda uzvratiti kako se često može vidjeti u ostalim borilačkim vještinama. Praktičari JKD-a vjeruju da je ta tehnika presretanja protivnikova udarca ili kretnje ujedno i najteža tehnika za utrenirati i razviti. 

##### Simultano pariranje udaraca i udaranje
Nadolazeći protivnikov udarac se ne blokira već se parira, tj. blago se skreće putanja udarca i istovremeno se zadaje udarac u protivnika, što je mnogo efikasnije i ekonomičnije od blokiranja pa potom udaranja protivnika.

##### Udarci nogama
Praktičari JKD-a vjeruju da su glavni ciljevi kod udaranja nogom protivnikove noge, prije svega koljeno, potkoljenica, te genitalije. Za udaranje viših točaka na tijelu se smatra da donose nepotreban rizik blokiranja udarca a također i narušuju ravnotežu borca, te se uglavnom izbjegava udaranje iznad pojasa ili ih se pokušava smanjiti na najmanji mogući rizik i mjeru.

##### Četiri razdaljine borbe
- Udaranje nogama
- Udaranje rukama
- "Vezivanje" ruku ili drugih ekstremiteta
- Grappling

Svi praktičari Jeet Kune Doa bi trebali biti istrenirani podjednako za sve razdaljine borenja. Lee je vjerovao da velika većina drugih borilačkih vještina se specijalizirala samo za jednu ili dvije razdaljine borbe a zanemaruje ostale. Također, znakovito je da su Leejeve teorije o razdaljinama borbe imale veliki utjecaj na polju mješovitih borilačkih vještina(MMA) te da su faze borenja u MMA gotovo jednake kao i kod Jeet Kune Doa.

##### Pet načina zadavanja udarca
- Simple Angular Attack (SAA) / Simple Direct Attack (SDA) - je jednostavni udarac šakom ili nogom u protivnika, najbližom linijom i s najmanjim utroškom energije.
- Attack By Combinations (ABC) - je zadavanje dva ili više udaraca rukama ili nogama prema protivniku, tzv. "kombinacije".
- Progressive Indirect Attack (PIA) - je simuliranje napada u jednu protivnikovu točku kako bi ga se navelo da reagira (tj. zaštiti taj dio tijela a otkrije druge dijelove) a stvarno udaranje u neki drugi, nebranjeni dio tijela.
- Attack By Drawing (ABD) - je otkrivanje nekog svog dijela tijela i ostavljanje ga neobranjenim kako bi se navelo protivnika da proba zadati udarac u njega a ustvari to daje šansu da se presretne protivnikov udarac ili kretnja.
- Hand Immobilization Attack (HIA) - je imobiliziranje (ili "vezanje") protivnikovih ruku ili nogu kako bi se eliminirao ekstremitet u svrhu zadavanja udarca i smanjenja šanse za protuudarac.*Somersault Kick(SK) način je zadavanja udarca izvođenjem okreta nazad.

##### Centralna linija
Centralna linija je imaginarna linija koja prolazi sredinom tijela od vrha glave do stopala čovjeka koji stoji, također se odnosi i na prostor direktno ispred tijela. Koncept centralne linije je preuzet iz Wing chuna, a cilj je da se kontrolira i dominira protivnikovom centralnom linijom, pritom braneći i čuvajući svoju liniju. Svi udarci rukama i nogama, sve kretnje su napravljene tako da maksimalno čuvaju vašu centralnu liniju dok se pritom ulazi u protivnikov centralni prostor ispred tijela.

##### Realističnost kod treniranja
Bruce Lee je smatrao da velika važnost kod treniranja je spariranje sa stvarnim udarcima uz nošenje zaštitne opreme, jer to je pravi način da se pipremite za pravu borbu. Nije vjerovao u "lepršave" atraktivne tehnike iz drugih borilačkih vještina koje nesumnjivo dobro izgledaju, dok im je efikasnost u pravoj borbi upitna. Također nije imao veliko mišljenje o borilačkim natjecanjima na bodove gdje se ne može vidjeti prava efikasnost prilikom prave borbe i tu je distancirao Jeet Kune Do od takvih sportskih natjecanja.